# Daiva Čepelienė
Daiva Čepeliene, née le 27 mars 1970 à Kupiškis, est une coureuse cycliste soviétique et lituanienne à partir de 1991.

## Biographie
Avant le cyclisme, Daiva pratiquait l'athlétisme et le basket-ball. Victorieuse de sa première course dans le cyclisme, pourtant incluant les garçons de son âge en catégorie cadets-cadettes, son entraîneur A. Gaškienė l'a fit rentrer à l'internat de l'école des sports de Panevėžys.

## Palmarès sur route

### Jeux Olympiques
- Barcelone 1992
  - 20e du course en ligne des Jeux olympiques

### Autres
- 1991
  - Tour du Finistère
  - 3e du Women's Challenge
  - 3e du Tour de la Drôme

### Grand tour

#### Tour Cycliste Feminin
- 1992 : 11e